# Baker (Louisiana)
Baker is een plaats (city) in de Amerikaanse staat Louisiana, en valt bestuurlijk gezien onder East Baton Rouge Parish.
De plaats ligt aan de spoorweg tussen Baton Rouge en Vicksburg.

## Demografie
Bij de volkstelling in 2000 werd het aantal inwoners vastgesteld op 13.793.
In 2006 is het aantal inwoners door het United States Census Bureau geschat op 13.699, een daling van 94 (-0,7%).

## Geografie
Volgens het United States Census Bureau beslaat de plaats een oppervlakte van 20,4 km², geheel bestaande uit land.

## Plaatsen in de nabije omgeving
De onderstaande figuur toont nabijgelegen plaatsen in een straal van 16 km rond Baker.

## Geboren in Baker
- Linda Thomas-Greenfield (1952), diplomate